# Bibi Bourelly
Badriia Ines Bourelly (Berlín, Alemania; 14 de julio de 1994) más conocida como Bibi Bourelly, es una cantautora germano-estadounidense que firmó con Def Jam Recordings. Ha coescrito varias canciones notables, incluidas "Bitch Better Have My Money" y "Higher" de Rihanna, "Anyone" de Demi Lovato y "Talk to Me" de Nick Brewer. Bourelly aparece en temas como "Without You" de Lil Wayne y "Chains" de Usher. También lanzó dos sencillos en 2015 ("Riot" y "Ego") en 2018 lanzó su primer sencillo "Writer's Song" en preparación para el lanzamiento de su álbum de estudio debut más adelante en 2018.

## Primeros años
Badriia Ines Bourelly nació en Berlín, Alemania y es de ascendencia haitiana y marroquí. Su padre, Jean-Paul Bourelly, es un guitarrista notable y su difunta madre era la jefa del Departamento de Arte de la Casa de las Culturas del Mundo de Berlín. Debido a que su padre era músico profesional, Bourelly asistía a menudo a conciertos y escribía canciones desde los cuatro años. Su madre murió cuando Bourelly tenía seis años. Fue de gira por primera vez con su padre cuando tenía 11 años. Asistió a Blake High School en Maryland hasta el grado 12, y se graduó en agosto de 2013 después de completar la escuela de verano. Bourelly ha declarado que tiene ciudadanía alemana y estadounidense.

## Carrera
Mientras aún vivía en Maryland, Bourelly comenzó a trabajar con el productor Paperboy Fabe. Más tarde le concertaría una sesión con Kanye West en Los Ángeles. Esa sesión finalmente produjo "Higher" de Rihanna, que Bourelly escribió en unos 30 minutos. Casi al mismo tiempo, Rihanna escuchó otra de las canciones escritas por Bourelly, "Bitch Better Have My Money", y decidió convertirla en el sencillo principal de su álbum de 2016, Anti.
En abril de 2015, Bourelly lanzó su primer sencillo, "Riot", una canción que analiza el deseo de Bourelly de ser reconocida como un músico "auténtico" y legítimo. En julio de 2015, apareció en "Without You" de Lil Wayne, que apareció en su álbum Free Weezy Album. Un mes después, apareció (y coescribió) "Talk to Me" de Nick Brewer. También coescribió (con Chris Braide) "Camouflage" de Selena Gomez de su álbum Revival, y apareció en el sencillo de Usher, "Chains", junto a Nas. Interpretó la última canción con Usher y Nas en el concierto TIDAL X en octubre de 2015.